# اچ‌ام‌اس سوپریم (پی۲۵۲)
اچ‌ام‌اس سوپریم (پی۲۵۲) (به انگلیسی: HMS Supreme (P252)) یک زیردریایی بود که طول آن ۲۱۷ فوت (۶۶ متر) بود. این زیردریایی در سال ۱۹۴۴ ساخته شد.